# Il re del circo
Il re del circo è un film italiano del 1941 diretto da Hans Hinrich.

## Trama
Tino Bastiani si innamora della figlia del direttore di un circo e lei per domare l’ostilità del padre gli chiede di esibirsi in un numero circense.